# Scopula spataceata
Scopula floslactata là một loài bướm đêm trong họ Geometridae.

## Hình ảnh

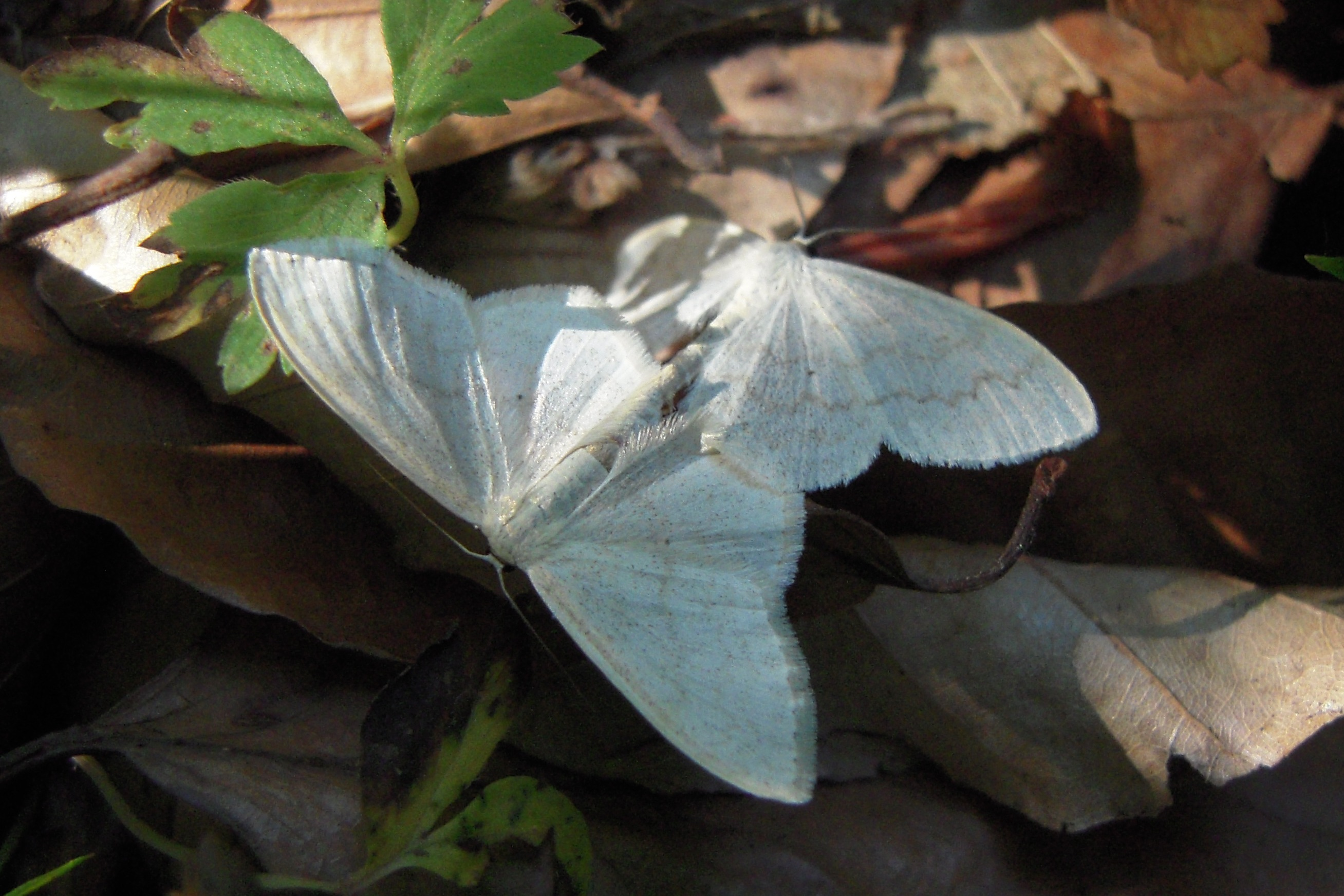